# Cal Màrtir (Sanaüja)
Cal Màrtir és un edifici del municipi de Sanaüja (Segarra) que forma part de l'Inventari del Patrimoni Arquitectònic de Catalunya.

## Descripció

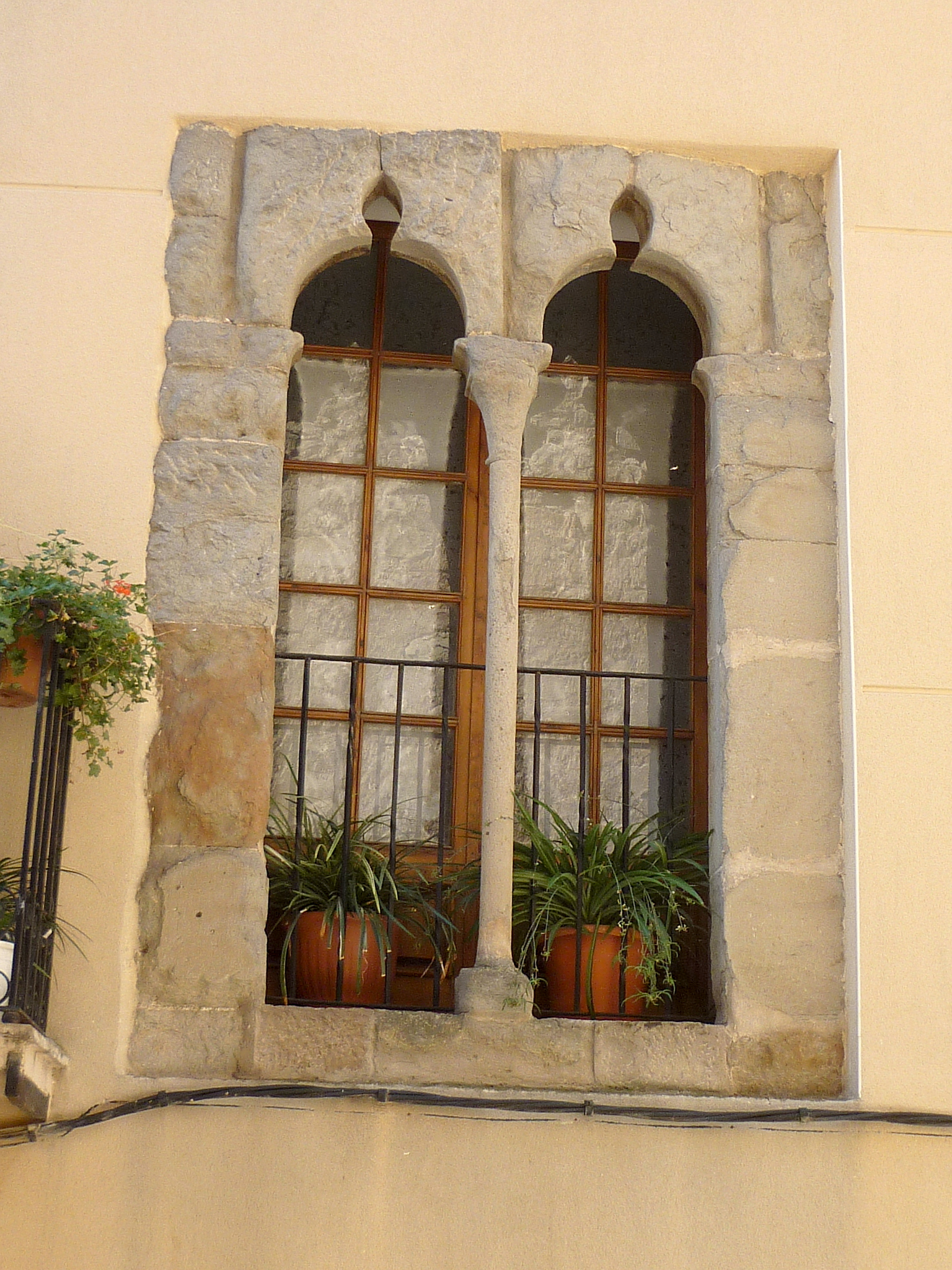
Finestra geminada

És una casa situada a un dels carrers principals del municipi, formada per planta baixa i dues plantes superiors. Com a element arquitectònic destacable únicament trobem una finestra geminada situada a la primera planta, d'estil gòtic realitzada amb carreus regulars amb una esvelta columna central amb basament i capitell, damunt del qual arrenquen dues petites arcuacions semicirculars decorades a la part superior.

## Història
La finestra va ser descoberta als anys vuitanta, durant la restauració de la façana, després de ser descoberta, es va tapiar l'interior de la finestra fins que es va descobrir de nou, recuperant així la seva funció.